# Ted Bundy - Fascino criminale
Ted Bundy - Fascino criminale (Extremely Wicked, Shockingly Evil and Vile) è un film del 2019 diretto da Joe Berlinger.
La pellicola, con protagonisti Zac Efron, Lily Collins, Kaya Scodelario e John Malkovich, è l'adattamento cinematografico del libro The Phantom Prince: My Life With Ted Bundy di Elizabeth Kendall, fidanzata di lunga data di Ted Bundy, serial killer statunitense autore di decine di omicidi ai danni di giovani ragazze negli anni settanta.

## Trama
Nel 1969, a Seattle, Ted Bundy incontra Liz Kendall, studentessa universitaria e madre single. I due iniziano a frequentarsi e Ted aiuta Liz a crescere la sua giovane figlia, Molly.
Nel 1974 le notizie annunciano la scomparsa di molte giovani donne in tutto lo stato di Washington e in Oregon, tra cui due rapimenti che hanno avuto luogo in pieno giorno al Lake Sammamish State Park. Un uomo che assomiglia a Ted viene notato da diverse persone mentre chiede prima ad una ragazza e successivamente nello stesso giorno ad un'altra donna, entrambe risultate poi scomparse, di aiutarlo a caricare una barca a vela su una Volkswagen Maggiolino. Viene rilasciato uno schizzo dell'aggressore e, dopo centinaia di telefonate, Ted viene arrestato nel 1975.
Carol DaRonch riconosce Ted da una fila di sospettati, affermando che lui l'abbia rapita e abbia minacciato di ucciderla prima che riuscisse a fuggire. Ted, rilasciato su cauzione, torna a casa da Liz, che è sconvolta dopo aver letto un articolo su di lui sul giornale. Ted spiega che a Carol è stata mostrata la sua foto due volte prima del riconoscimento, ed è per questo che le è sembrato familiare e crede di essere stato incastrato. Dopo un processo di prova di quattro giorni, Ted viene dichiarato colpevole di rapimento aggravato e viene condannato a scontare da uno a un massimo di 15 anni nella prigione dello stato dello Utah.
Poche settimane dopo le autorità del Colorado accusano Ted dell'omicidio di Caryn Campbell e nel 1977 l’uomo viene trasferito ad Aspen. Liz rifiuta di credere che Ted sia colpevole, ma gli eventi iniziano a farle perdere la testa e lei inizia ad avere problemi di alcolismo. Mentre si trova al Pitkin County Courthouse, Ted sceglie di essere il proprio avvocato e, come tale, è dispensato dall'uso di manette o catene. Durante una pausa, Ted fugge dal tribunale saltando da una finestra del secondo piano e correndo verso le montagne, ma viene ricatturato dopo sei giorni.
Liz visita Ted e pone fine alla loro relazione. Ted più tardi fugge di nuovo e, qualche tempo dopo, due donne in una casa di sorellanza vengono uccise in Florida, fatto a cui fanno seguito attacchi violenti contro altre due donne. Ted viene arrestato e cerca di contattare Liz, ma lei lo abbandona; l’uomo inizia tuttavia a ricevere un seguito di donne affascinate da lui, alcune affermano persino di amarlo.
Ted è visitato da una vecchia amica, Carole Ann Boone, che crede nella sua innocenza e si trasferisce in Florida per stare più vicino a lui. Viene negoziato un patteggiamento prima del processo in cui Bundy si dichiarerà colpevole di aver ucciso le due sorellastre, Lisa Levy e Margaret Bowman, e la dodicenne Kimberly Leach, in cambio di una condanna a 75 anni invece della pena di morte. Ted rifiuta l'accordo.
Ted e Carole Ann si avvicinano mentre lei lo visita regolarmente; i due iniziano una relazione, ma Ted continua a cercare di raggiungere Liz, che sta seguendo il suo processo via televisione, sentendosi in colpa per essere la persona che ha dato il nome di Ted alle autorità di Seattle nel 1975. Ted più tardi propone a Carole Ann di sposarlo nel bel mezzo del processo, grazie ad una sottigliezza legale.
In tribunale vengono fornite prove fisiche incriminanti, inclusa una corrispondenza di un calco in gesso dei denti di Ted con le impressioni delle ferite da morso sui glutei di Lisa Levy. In meno di sette ore la giuria condanna Ted per gli omicidi di Levy e Bowman, tre conteggi di tentato omicidio di primo grado e due accuse di furto con scasso. Il giudice di prova Edward Cowart impone la pena di morte per omicidio da eseguire con un'esecuzione per sedia elettrica. Prima del verdetto Carole Ann rivela a Ted di essere incinta.
Dieci anni dopo, Liz riceve una lettera da Ted e lo visita, portando una busta datale da un detective della omicidi. Liz chiede la verità, ma Ted continua a negare di avere qualcosa a che fare con gli omicidi. Mostra a Ted la fotografia contenuta nella busta (l'immagine di una scena del crimine di una delle sue vittime decapitate) e Ted ammette di averla decapitata con un seghetto.
Liz lascia la prigione in stato di shock, incontra sua figlia adolescente e il suo nuovo fidanzato e afferma che ora sta bene. Alla fine del film, il filmato d'archivio e il testo sullo schermo dicono che Ted è stato giustiziato nel gennaio 1989, all'età di 42 anni. Ted aveva confessato più di 30 omicidi qualche giorno prima e le sue ceneri vennero sparpagliate lungo la Catena delle Cascate, dove aveva depositato i resti di numerose vittime.

## Produzione
Il progetto è stato presentato al Festival di Cannes 2017, con l'annuncio che Zac Efron avrebbe interpretato il serial killer Ted Bundy e che il film sarebbe stato diretto dal regista di documentari Joe Berlinger. Nell'ottobre 2017, Lily Collins è stata scelta per interpretare la fidanzata di Bundy, Elizabeth Kendall.
Nel gennaio 2018 John Malkovich è stato scelto per interpretare Edward Cowart, il giudice che presiede il caso di Bundy. Le riprese sono iniziate il 18 gennaio 2018 a Covington, nel Kentucky con Angela Sarafyan, Jeffrey Donovan, Grace Victoria Cox, Kaya Scodelario, Jim Parsons, Haley Joel Osment, Dylan Baker e Terry Kinney. Il chitarrista dei Metallica James Hetfield è entrato a far parte del cast a febbraio.

## Promozione
Il primo trailer del film viene diffuso il 25 gennaio 2019.

## Distribuzione
La pellicola è stata presentata al Sundance Film Festival il 26 gennaio 2019 e distribuita nelle sale cinematografiche italiane a partire dal 9 maggio 2019.

## Accoglienza

### Critica
Sull'aggregatore Rotten Tomatoes il film riceve il 56% delle recensioni professionali positive con un voto medio di 5,7 su 10, basato su 155 critiche, mentre su Metacritic ottiene un punteggio di 52 su 100 basato su 31 recensioni.

## Riconoscimenti
- 2019 - Atlanta Film Festival[11]
  - Originator Award a Joe Berlinger
- 2019 - Cleveland International Film Festival
  - Candidatura per il miglior film indipendente statunitense
- 2019 - Mammoth Film Festival
  - Miglior attore a Zac Efron
  - Gran Premio della Giuria al miglior film
- 2019 - National Film & TV Awards[12]
  - Candidatura per il miglior film horror/thriller
- 2019 - E! People's Choice Awards[13]
  - Candidatura per il miglior film drammatico
  - Candidatura per la miglior star drammatica a Zac Efron
- 2019 - Saturn Award[14]
  - Candidatura per il miglior attore streaming a Zac Efron